# Chrysler Stratus
Der Chrysler Stratus war ein Pkw-Modell der oberen Mittelklasse des US-amerikanischen Herstellers Chrysler.
Er wurde von 1995 bis 2000 als Limousine und von 1996 bis 2001 als Cabriolet angeboten. Der Nachfolger des Chrysler Stratus wurde der Chrysler Sebring.

## Limousine

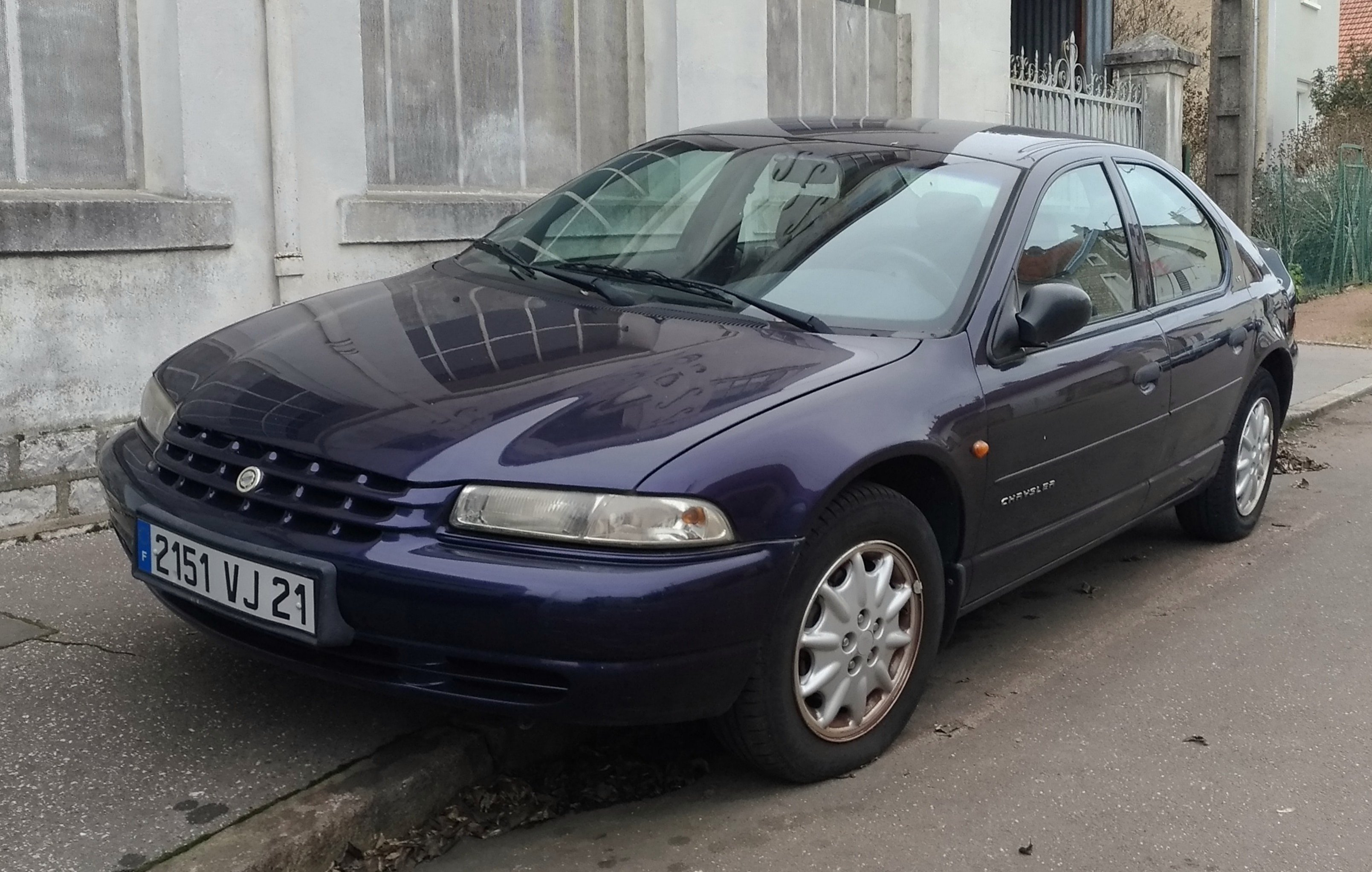
Frontansicht (1995–1999)

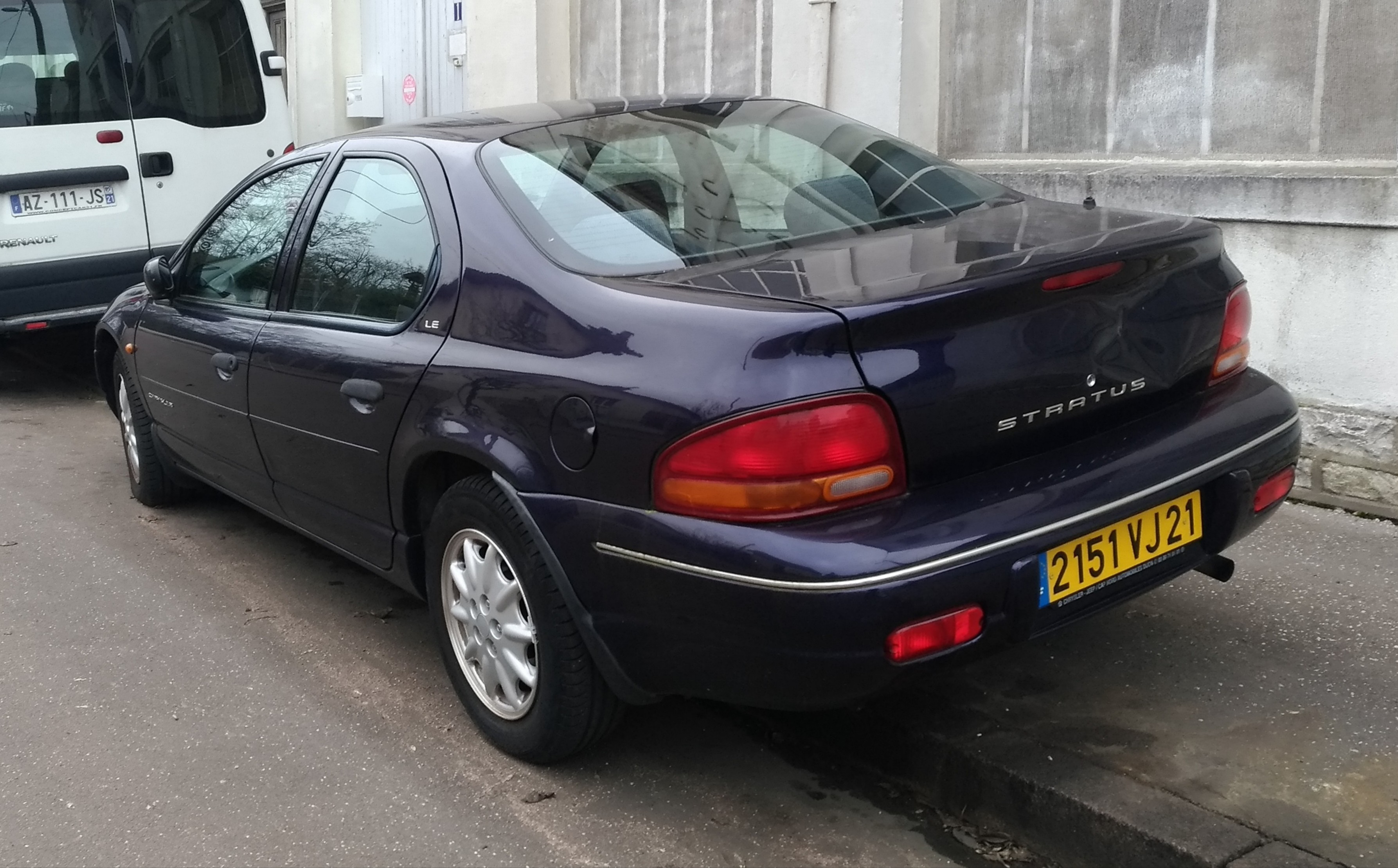
Heckansicht (1995–1999)

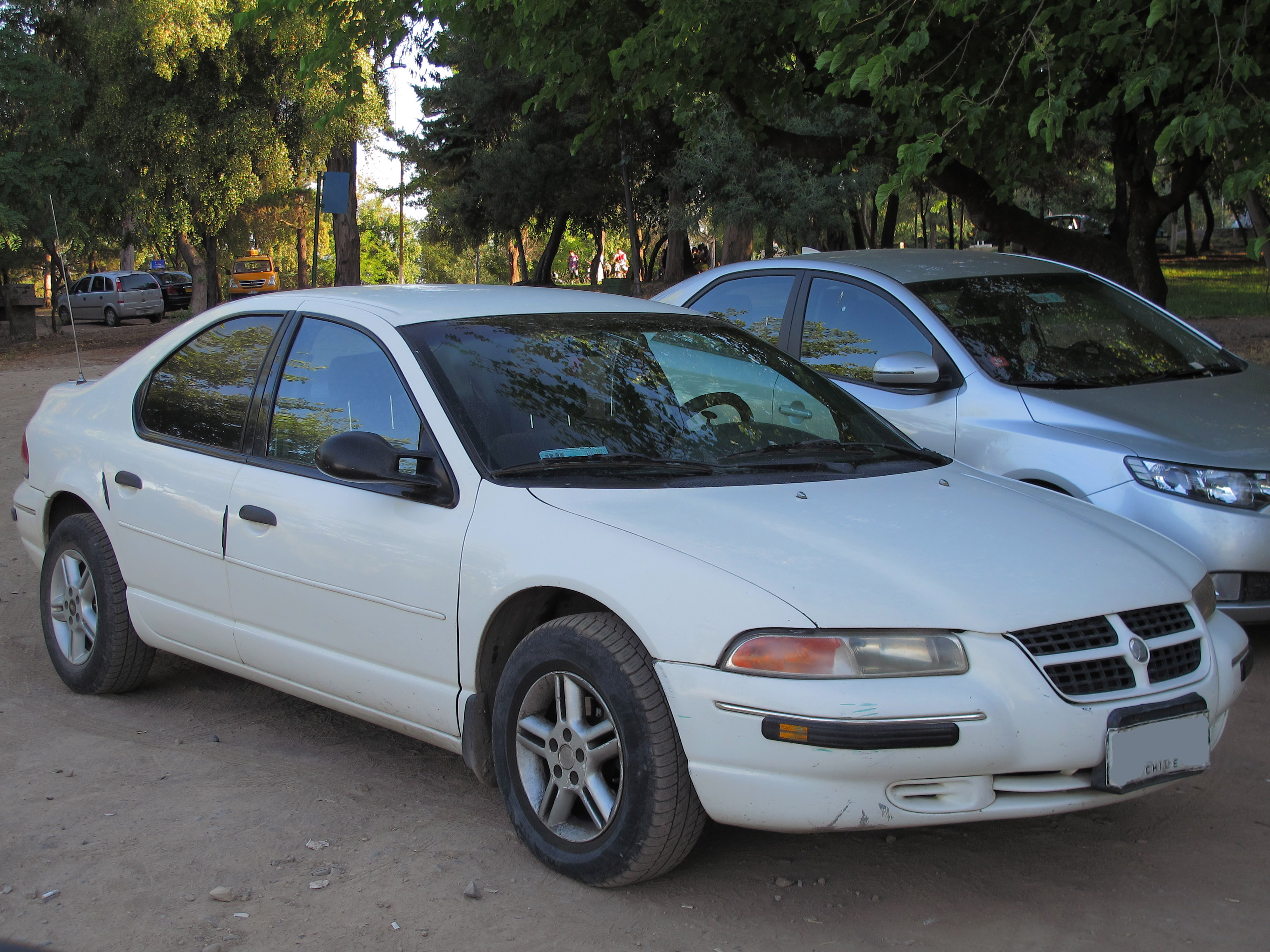
Variante für Lateinamerika

Der Chrysler Stratus wurde mit geschlossener Karosserie in Europa nur als viertürige Limousine angeboten. Das Fahrzeug wurde im Jahr 1995 in den USA als Chrysler Cirrus auf den Markt gebracht; mit seiner JA-Plattform war es bis auf Ausstattungsdetails mit den Modellen Plymouth Breeze und Dodge Stratus baugleich. Den Namen Stratus erhielt die Chrysler-Variante für den 1995 beginnenden Vertrieb in Europa und auf dem lateinamerikanischen Markt.
Bei seiner Einführung auf dem europäischen Markt entsprach das Karosseriedesign weitgehend dem des Dodge Stratus für den nordamerikanischen Markt; lediglich die Markenembleme und Schriftzüge waren die der Marke Chrysler. Die Stoßfänger des Chrysler Stratus wurden weitgehend von seinem US-Pendant Chrysler Cirrus übernommen. Vorne mit einem speziellen, an das Design des Dodge Stratus angelehnten und in Wagenfarbe lackierten Grill, hinten eine angepasste Version mit großer ECE-Kennzeichenmulde, Nebelschlussleuchte und Reflektoren. Die starren Außenspiegel der US-Version wurden für den europäischen Markt durch klappbare Ausführungen ersetzt.
Die Technik und Ausstattung der nach Europa exportierten Wagen wurde den gegebenen gesetzlichen Bestimmungen bzw. den erhöhten Belastungen durch höhere gefahrene Geschwindigkeiten angepasst. So erhielt der Stratus serienmäßig Scheibenbremsen auch an der Hinterachse, eine straffere Abstimmung der Stoßdämpfer, einen Getriebeölkühler bei Fahrzeugen mit automatischem Getriebe, seitliche Blinkleuchten sowie die gesetzlich vorgeschriebene Leuchtweitenverstellung der Hauptscheinwerfer. Wenngleich mechanisch kompatibel, unterscheiden sich die Hauptscheinwerfer in einigen Punkten von der US-Version, unter anderem haben die US-Hauptscheinwerfer generell keine Leuchtweitenregulierung, Standlicht über Zweifaden-Blinkerbirne, spezifische US-Leuchtmittel, kein asymmetrisches Abblendlicht und keine E-Zulassung. Auch bei den werksseitig verbauten Radios gibt es Unterschiede, so beherrschen die im Chrysler Stratus verbauten Werksradios im Gegensatz zu den US-Werksradios das deutsche Kanalraster (gerade und ungerade UKW-Frequenzen), RDS und stellen die Uhrzeit im 24-h-System dar.
Bei einem Facelift wurde 1998 der dem Dodge Stratus nachempfundene Frontgrill durch den des ebenfalls erneuerten Chrysler Cirrus ersetzt. Er trug nunmehr einen verchromten Rahmen und das auf dem schwarzen Grill in Chromflügeln eingebettete neue Chrysler-Emblem. An der Heckklappe entfiel der vom Dodge übernommene Zierstreifen und wurde durch einen dem ebenfalls renovierten Dodge entsprechenden Stratus-Schriftzug ersetzt.
Die Innenausstattung des Chrysler Stratus orientierte sich an den Ausstattungsvarianten des Chrysler Cirrus, die im Vergleich mit denen des Dodge Stratus und des Plymouth Breeze höherwertig ausgeführt waren. Die Ausstattungslinie LE ist mit Stoffsitzen ausgestattet. Für den LX mit 2,5-l-Motor waren unter anderem Kunstlederausstattung, Applikationen in Holzimitation, CD-Wechsler erhältlich.
Der Stratus war als Limousine mit zwei Motoren und in vier Ausstattungsvarianten erhältlich:
- LE 2.0, 98 kW (133 PS), R4-Motor, manuelles Getriebe
- LE 2.0, 98 kW (133 PS), R4-Motor, automatisches Getriebe
- LX 2.0, 98 kW (133 PS), R4-Motor, automatisches Getriebe
- LX 2.5, 120 kW (163 PS), V6-Motor, automatisches Getriebe

### Technische Daten
|     | Motorart  | Motorbauart | Hubraum  | max. Leistung         | max. Drehmoment       | Getriebe, serienmäßig      | Getriebe, optional         | Quelle |
| --- | --------- | ----------- | -------- | --------------------- | --------------------- | -------------------------- | -------------------------- | ------ |
| 2.0 | Ottomotor | R4          | 1996 cm³ | 96 kW bei 5900 min−1  | 171 Nm bei 4950 min−1 | 5-Gang-Schaltgetriebe      | 4-Stufen-Automatikgetriebe | [ 1 ]  |
| 2.0 | Ottomotor | R4          | 1996 cm³ | 98 kW bei 5850 min−1  | 174 Nm bei 4850 min−1 | 5-Gang-Schaltgetriebe      | 4-Stufen-Automatikgetriebe | [ 2 ]  |
| 2.5 | Ottomotor | V6          | 2497 cm³ | 118 kW bei 5950 min−1 | 214 Nm bei 4400 min−1 | 4-Stufen-Automatikgetriebe | –                          | [ 3 ]  |
| 2.5 | Ottomotor | V6          | 2497 cm³ | 120 kW bei 5850 min−1 | 218 Nm bei 4400 min−1 | 4-Stufen-Automatikgetriebe | –                          | [ 4 ]  |

## Cabriolet

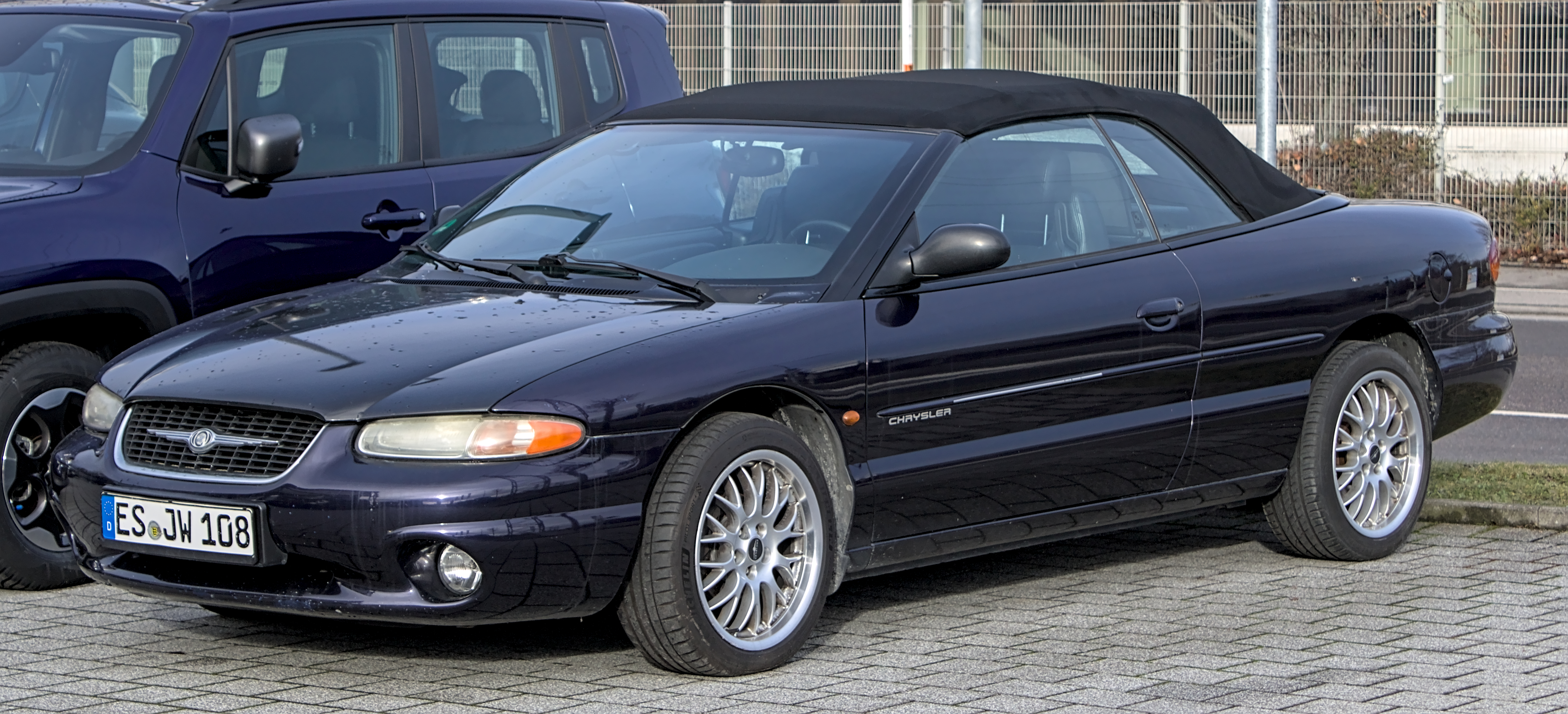
Chrysler Stratus Cabriolet (1999–2001)

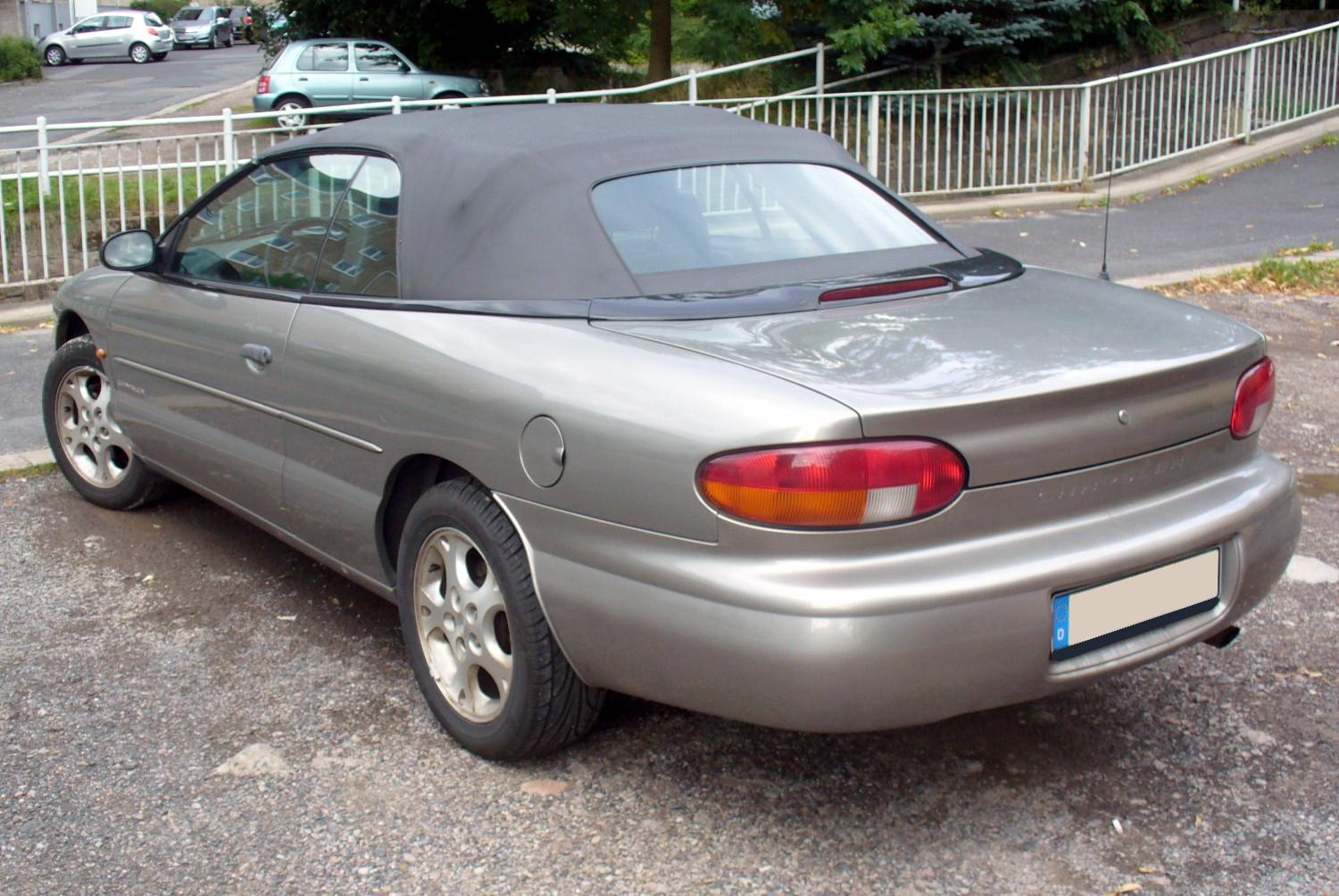
Heckansicht

Das Chrysler Stratus Cabriolet von Chrysler gilt als Nachfolger des Chrysler LeBaron. In Europa als Stratus Cabriolet angeboten, entspricht das Fahrzeug dem in den USA vertriebenen Chrysler Sebring Convertible.
Das Cabriolet wurde auf einer abgewandelten Form der JA-Plattform (JX) gefertigt. Neben einem Kofferraum mit einem Volumen von 300 Litern auch bei offenem Verdeck bietet er Platz für vier Personen. 1999 erhielt der Wagen ein Facelift, zu erkennen am größeren Kühlergrill. Das Nachfolgemodell des Stratus Cabriolet erhielt im Jahr 2001 in Europa dann ebenfalls den Namen Sebring.
Folgende Modelle und Motorvarianten wurden angeboten:
- LE 2.0 (Bj. 1996–1997)
- LX 2.0 (Bj. 1996–2001)
- LX 2.5 (Bj. 1996–2001), 120 kW
- Limited (Bj. 2000–2001), 120 kW

### Technische Daten
|     | Motorart  | Motorbauart | Hubraum  | max. Leistung         | max. Drehmoment       | Getriebe, serienmäßig      | Getriebe, optional | Quelle |
| --- | --------- | ----------- | -------- | --------------------- | --------------------- | -------------------------- | ------------------ | ------ |
| 2.0 | Ottomotor | R4          | 1996 cm³ | 98 kW bei 5850 min−1  | 174 Nm bei 4850 min−1 | 5-Gang-Schaltgetriebe      | –                  | [ 6 ]  |
| 2.5 | Ottomotor | V6          | 2497 cm³ | 120 kW bei 5950 min−1 | 218 Nm bei 4400 min−1 | 4-Stufen-Automatikgetriebe | –                  | [ 7 ]  |